# Мірослав (Великопольське воєводство)
Мірослав (пол. Mirosław, нім. Miroslaw, 1939-45: Buschhagen) — село в Польщі, у гміні Уйсьце Пільського повіту Великопольського воєводства.
Населення — 594 особи (2011).
У 1975-1998 роках село належало до Пільського воєводства.

## Демографія
Демографічна структура станом на 31 березня 2011 року:
|          | Загалом | Допрацездатний вік | Працездатний вік | Постпрацездатний вік |
| -------- | ------- | ------------------ | ---------------- | -------------------- |
| Чоловіки | 316     | 85                 | 211              | 20                   |
| Жінки    | 278     | 64                 | 167              | 47                   |
| Разом    | 594     | 149                | 378              | 67                   |